# Поколение Y/Z
Поколение Y/Z (на постсоветском пространстве — милле́ниум-хоумле́ндер; англ. Zillennials) — микропоколение людей, родившихся на стыке поколений зумеров и миллениалов. Годы рождения примерно: 1992—1998 годы, по версии  других экспертов, примерно: 1999—2005 годы; годы начала варьируются от 1990 до 1999, а годы окончания — от 1998 до 2005. Представители этого поколения росли во время развития технологий в 2000-х и 2010-х годах.

## Характеристики зиллениалов
Большинство представителей данного поколения достигло совершеннолетия в 2010-х годах. На формирование их взглядов повлияли такие события, как Великая рецессия 2008 года и пандемия COVID-19. Поколение Y/Z имеет характеристики как миллениалов, так и зумеров. Так как эти люди являются промежуточным поколением, на их формирование оказали как события, при которых взрослели миллениалы, так и события, сформировавшие зумеров. Также считается, что поколению Y/Z проще найти язык с разными поколениями из-за того, что его представители «находятся на стыке» когорт и обладают навыками выстраивать отношения с разными людьми.